# Степова цілинка

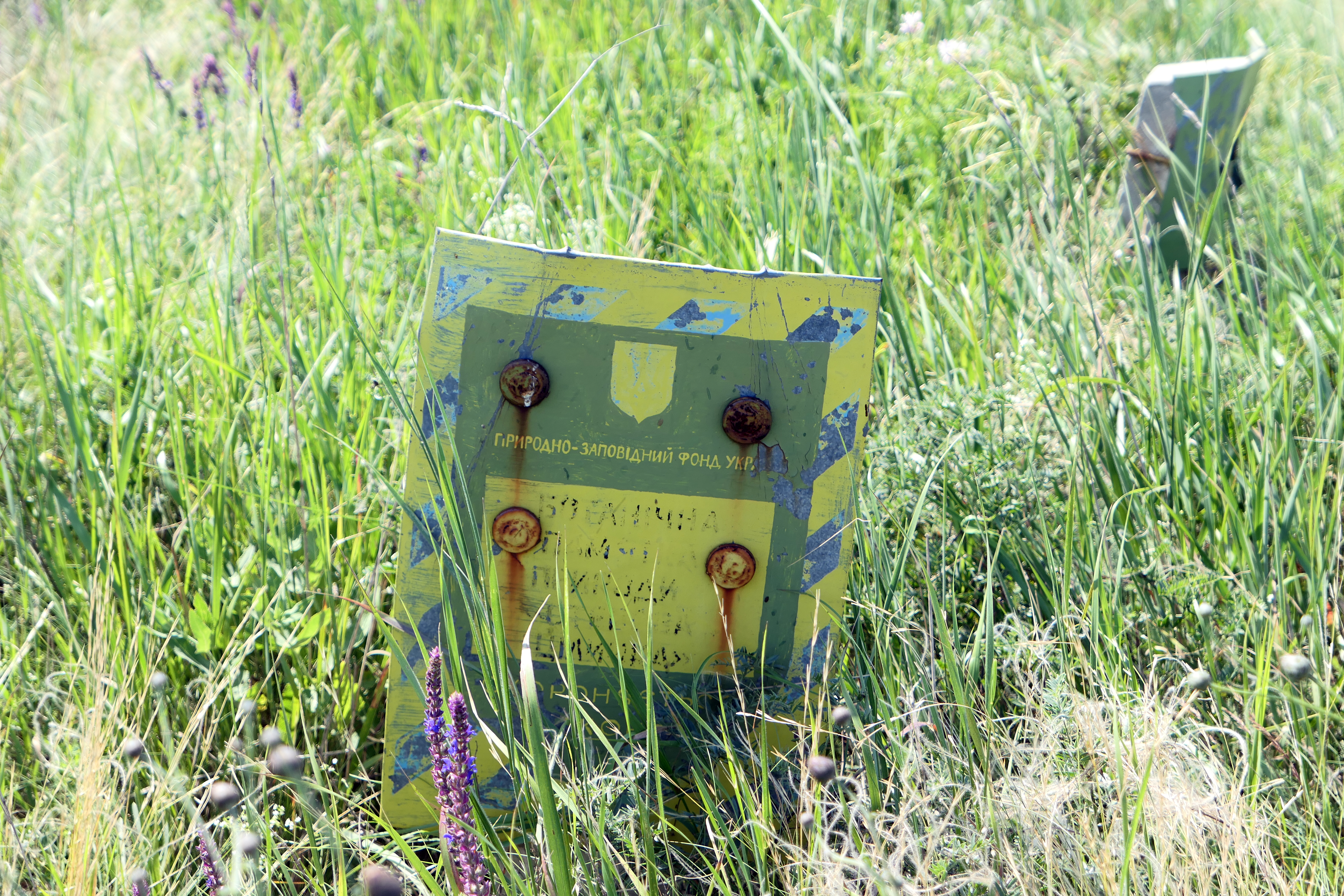
Охоронна табличка

Степова цілинка — ботанічна пам'ятка природи місцевого значення. Об'єкт розташований на території Бердянського району Запорізької області, на землях Придніпровської залізниці 189—190 км.
Площа — 2 га, статус отриманий у 1982 році.